# عبد اللطيف موسى
عبد اللطيف موسى وكُنيته أبو النور المقدسي، (1959 - توفي في 15 أغسطس 2009)، طبيب أطفال ومدير عيادة "مركز شهداء رفح الأولية الحكومية، وهو معروف كداعية واحد الناشطين السابقين في جماعة "الكتاب والسنة السلفية" في قطاع غزة ثم تحول إلى جماعة جند أنصار الله، والذي قُتل على يد عناصر حماس، بعد إعلانه إمارة في أكناف بيت المقدس.

## مسيرته
حاصل على بكالوريوس في الطب من جامعة الإسكندرية المصرية، كان حتى وقت قريب عضوا كبيرا في جمعية دار الكتاب والسنة، قبل أن يتحول فكريا، حيث بدأ منذ مدة إلقاء خطب الجمعة وإعطاء الدروس المؤيدة لأسامة بن لادن وأيمن الظواهري وأبي مصعب الزرقاوي وأبي عمر البغدادي. كان يواظب على حضور ندوات مشايخ الإسكندرية ومن بينهم الشيخ سعيد عبد العظيم، والشيخ محمد بن إسماعيل المقدم، والشيخ أحمد فريد، والشيخ أحمد إبراهيم.
عمل مدرسًا في معهد أهل الحديث الشريف التابع لجمعية دار الكتاب والسنة لمدة خمس سنوات. كما عمل خطيبًا لمسجد أهل السنة في خانيونس لمدة خمسة عشر عامًا. ثم خطيبًا لمسجد النور على الحدود المصرية الفلسطينية لمدة عام ونصف، والذي هدم من قِبل قوات الاحتلال الإسرائيلي، وهو حاليا خطيب وإمام مسجد ابن تيمية ـ الذي أعلن منه قيام الإمارة ـ منذ عامين ونصف تقريبًا. كما عمل بوظيفة المدير الطبي لمركز شهداء رفح الصحي.
ألقى 40 درس في العقيدة و 200 خطبة جمعة في مسجد ابن تيمية في حي البرازيل في أقصى جنوب مدينة رفح والذي ساهم في إنشائه شخصيا هو والحاج حسني صلاح على نفقتهما الخاصة وفي أول خطبة له في هذا المسجد منع القيام بأي نشاط سياسي لأي حزب كان ومنع الملصقات في المسجد من أي نوع ومنع إلقاء أي درس أو وعظ أو جمع تبرعات إلا بإذنه وقد كان المسجد منارة للعلوم الدينية على مدار ثلاث سنوات حيث كانت تقام العديد من دروس التلاوة وعلوم القرآن للصغار والكبار وكان يؤمه العديد من المصلين خصوصا في صلاة الجمعة وصلاة التراويح في رمضان لشهرة المسجد بحياديته السياسية وعدم انتماؤه لأي حزب أو فصيل.

## مقتله
أعلن في خطبة الجمعة يوم 14 أغسطس 2009 في مسجد ابن تيمية قيام إمارة رفح الإسلامية في أكناف بيت المقدس وسط هتافات تكبير من العشرات من أنصاره الذين كان بعضهم مسلحا، وطالب بقيام إمارة إسلامية وطالب الحكومة المقالة في غزة بالخضوع لأحكام الشريعة الإسلامية،
أسفر عن ذلك الإعلان مواجهات مع وزارة الداخلية التابعة للحكومة المُقالة في رفح، وشددت حماس على إعلان عبد اللطيف موسى بأنه غير مسموح لأي جهة أو أفراد بأخذ القانون باليد، فهذه مسؤولية الجهات الأمنية وقالت أنه كان على علاقة بالأجهزة الأمنية الفلسطينية السابقة، وعلقت:
وعليه تم اقتحام المسجد في اليوم التالي لإعلانه ونتج عنه أكثر من 14 قتيل والكثير من الاصابات، وتم تفجير المكان ولقي مصرعه على إثر تلك المواجهات.

## مؤلفاته
- الصوفية في ميزان الكتاب والسنة.
- الطريق السوي في اقتفاء أثر النبي.
- الياقوت والمرجان في عقيدة أهل الإيمان.
- ثلاثون سؤال وجواب في باب الجهاد.
- صفة صلاة النبي صلى الله عليه.